# Bernhard Hartz
Bernhard Hartz (auch Bernt Hartz; * 15. Juli 1781 in Røros; † 20. Februar 1822 in Gudum) war ein norwegischer Missionar in Grönland und Pastor.

## Leben

### Jugend und Ausbildung
Bernhard Hartz war der Sohn Bergwerkleiters John Hartz (1744–1821/26) und seiner Frau Birgitte/Berithe Lucie Bryhn (1741–1826). Er wurde in Røros geboren, gab aber selbst fälschlicherweise Svorkmo als seinen Geburtsort an. Über seine frühe Kindheit ist nichts bekannt. Als er 12 Jahre alt war, kam er auf die Kathedralschule in Trondheim. Er schloss die Schule 1799 ab und wollte ursprünglich studieren, wofür es der Familie jedoch an Geld mangelte. Er arbeitete die folgenden zwei Jahre zeitweise als Hauslehrer. Durch finanzielle Hilfen von Trondheimer Bekannten konnte er 1801 ein Studium an der Universität Kopenhagen beginnen. Am 18. Juli 1801 legte er das examen artium ab und studierte anschließend unter Thomas Bugge. Im Oktober 1801 legte er sein philologicum ab und im folgenden Jahr auch sein philosophicum. Anschließend verbrachte er ein Jahr als Lehrer in Stubbekøbing und kehrte dann an der Universität zurück, wo er zwei weitere Jahre studierte. Nebenher war er weiterhin als Lehrer tätig.
Im Mai 1805 bat er um die Aufnahme am Grönländischen Seminarium. Ursprünglich drohte die Bewerbung aufgrund fehlender Qualifikationen abgelehnt zu werden, aber durch ein Empfehlungsschreiben Christen Prams wurde er dennoch aufgenommen. Er studierte dort bei Otto Fabricius und schloss das Studium Anfang 1806 ab. Unmittelbar darauf wurde er am 21. Februar 1806 zum Missionar in Aasiaat ernannt. Am 28. Februar wurde er in der Vor Frue Kirke in Kopenhagen gemeinsam mit Christian Frederik Fleischer und Johan Jessen, die ebenfalls in Grönland missionieren sollten, von Bischof Nicolai Edinger Balle ordiniert. Bereits im April reiste er nach Grönland ab und konnte sich somit nicht mehr von seiner Familie in Norwegen verabschieden, die er nie wieder sehen sollte.

### Zeit als Missionar in Aasiaat
Erst am 16. August erreichte er Aasiaat. Der Missionar in Aasiaat war neben dem Missionariat des Kolonialdistrikts Egedesminde auch für die der Kolonialdistrikte Godhavn und Upernavik zuständig. Aasiaat hatte zu diesem Zeitpunkt bereits seit einem Jahr keinen Missionar mehr gehabt, nachdem Hartz’ Vorgänger Henrik Schou krankheitsbedingt nach Europa zurückkehren musste. Deswegen hatte der Missionar in Ilulissat Eskild Sønnichsen Bram die drei Missionariate kommissarisch übernommen und sollte sie nun an Bernhard Hartz übergeben. Nach dieser Übergabe sollte Hartz sich selbst aussuchen, ob er in Aasiaat wohnen bleiben oder den Missionariatssitz nach Qeqertarsuaq verlegen wollte, wo auch der nordgrönländische Inspektor seinen Sitz hatte und nach zwei Epidemien deutlich mehr Menschen lebten als in Aasiaat. Darüber hinaus plante man eine Lehranstalt für Katecheten in Qeqertarsuaq zu gründen, an der Hartz wirken sollte. Man versprach ihm eine gute Wohnung und versuchte ihn so zum Umzug zu bewegen, aber für die Renovierung bedurfte es Materialien, die erst nach Grönland hätten verschifft werden müssen. 1807 brach der Kanonenbootkrieg aus, der all diese Pläne zunichtemachte. Bernhard Hartz wohnte folglich in Aasiaat im heruntergekommenen und zu kleinen Kolonialhaus von 1759, das ursprünglich noch in Illuerunnerit gestanden hatte und nach Aasiaat versetzt worden war.
Er litt jeden Winter wie viele seiner Landsmänner in Grönland unter Skorbut. Am 5. Juni 1807 kam der deutsche Mineraloge Carl Ludwig Giesecke nach Aasiaat und musste kriegsbedingt in Grönland verbleiben. Dabei freundete er sich mit Hartz an. 1812 begleitete er Giesecke auf einer Expedition in den Kolonialdistrikten Egedesminde und Godhavn.
Am 6. September 1807 heiratete er in Ilimanaq die 17-jährige Sara Margrethe Lammerssen (1790–1869), Tochter des Oberassistenten Johann Friedrich Lammerssen (1763–1826) und seiner grönländischen Frau Ane Dorf (1752–1827). Aus der Ehe gingen sechs Kinder hervor: Anne (1808–?), Birgithe Lucie (1809–1881), Johanne Frederikke (1812–1876), John (1814–?), Iver Anders (1817–?) und Johan Nicolai Tilemann (1819–1903).

### Zeit als Missionar in Ilulissat
Durch den Krieg wurde die Versorgung Grönlands über Dänemark immer schwieriger und bald war es beinahe unmöglich ein Missionarsamt in Grönland auszuüben. 1812 reiste der letzte Missionar Südgrönlands nach Dänemark heim und 1813 tat der kranke Bram als Hartz’ einziger Kollege Nordgrönlands es ihm gleich, sodass Bernhard Hartz schließlich der einzige Missionar Grönlands war. Er zog von Aasiaat nach Ilulissat um, von wo aus er als Missionar von ganz Nordgrönland wirkte. Dort befand sich die große Zionskirche und der Ort war zudem ein besserer Ausgangspunkt für die Reisen, die er durchführen musste, um sein enormes Missionariat (mit einer Nord-Süd-Ausdehnung von rund 450 km, entsprechend der Entfernung zwischen Hamburg und Nürnberg) zu verwalten. Er litt so stark unter den Verhältnissen und seiner Gesundheit, dass er 1813 selbst um seine Heimkehr bat, die nun aber unmöglich geworden war, da Grönland sonst völlig ohne Missionar dagestanden hätte. Stattdessen erhielt er wie im Jahr zuvor eine Gehaltserhöhung. Dennoch wiederholte er sein Begehren 1814 nochmals. Hartz war sich der Problematik sehr bewusst und bat auch besorgt um die Aussendung von Hilfsmissionaren aus dem Kopenhagener Waisenhaus, was aus finanziellen Gründen abgelehnt wurde.
Am 27. Mai 1814 erlaubte Bischof Friedrich Münter die Ernennung des grönländischen Katecheten Frederik Berthelsen, Sohn des dänischen Missionars Berthel Laersen und der Grönländerin Susanna zum Missionar. Obwohl es eigentlich undenkbar war, einen Grönländer zum Missionar zu ernennen, galt Frederik Berthelsen als besonders geeignet, da es ihm 1790 gelungen war, die Habakuk-Bewegung zu beenden. Das Schreiben erreichte Hartz erst Ende August 1815 und zu diesem Zeitpunkt war es bereits zu spät, um nach Sisimiut und wieder zurückzureisen, sodass die Ordination auf den 9. Juli 1815 verschoben werden musste. Frederik Berthelsen hatte befürchtet, dass Hartz es nicht schaffen würde und hatte sich deswegen selbst auf den Weg nach Norden gemacht, aber als er hörte, dass der Missionar auf dem Weg war, kehrte er nach Sisimiut zurück.

### Rückkehr nach Europa und späte Jahre als Pastor
Nach der Ordination erreichte er am 15. August nach acht Wochen auf Reisen Ilulissat. Bereits am 8. August hatte er auf der Heimreise ein weiteres Mal um seine Rückkehr nach Europa gebeten, unter anderem um seine Familie in Norwegen wiederzusehen und dort eine neue Anstellung zu finden, notfalls würde er sich aber auch mit einer in Dänemark begnügen. Da auch nach Kriegsende 1814 noch kein Nachfolger gefunden worden war, versuchte das Missionskollegium ihn 1816 mit einer weiteren Gehaltserhöhung dazu zu bringen, ein weiteres Jahr in Grönland zu bleiben, aber Hartz lehnte ab und kehrte noch im selben Jahr nach Dänemark zurück, wo er eine großzügige Pension vom Missionskollegium erhielt.
Vermutlich aus finanziellen Gründen legte er seine Pläne, nach Norwegen zurückzukehren beiseite, und bat um eine Anstellung als Pastor in Dänemark. Am 26. Februar 1817 wurde er zum Pastor im Gudum Sogn und Fabjerg Sogn ernannt. Aufgrund seiner schlechten Gesundheit und mit finanziellen Schwierigkeiten starb er nur fünf Jahre später im Alter von 40 Jahren hochverschuldet. Er hinterließ seine Witwe und alle sechs Kinder. Sara Margrethe heiratete nicht erneut, aber starb erst 47 Jahre später in Lemvig. Lediglich die Tochter Ane heiratete und bekam Kinder.